# Cecil Valeur
Cecil Valeur, född 1 december 1910 i Faaborg, död 24 juni 1985, var en dansk-svensk målare och grafiker.
Han var son till överläraren Erik Valeur och Jane Seith och gift 1942–1948 med Eva Dybholm och från 1948 med journalisten Karin Adèle Sandberg. Valeur studerade vid Rannows målarskola i Köpenhamn 1927–1928 därefter utbildade han sig till yrkesmålare i Odense 1929 innan han fortsatte sina konststudier för Marcel Gromaire och Othon Friesz vid Académie Scandinave i Paris 1931–1934 han studerade även en kortare tid för Aksel Jørgensen vid Det Kongelige Danske Kunstakademis Grafisk Skole 1941. Förutom studieåren var han bosatt i Frankrike 1937 och 1939 där han verkade som konstnär. Under sin verksamhetstid i Danmark utförde han ett flertal affischer på uppdrag av danska turistmyndigheter och Statsbanerne samt affischer och dekorationer för Kurt Weills och Bert Brechts opera Mahagonny och baletten De 7 dödssynderna. Som illustratör utförde han illustrationer till ett flertal danska översättningar av franska romaner. Separat ställde han bland annat ut i Odense, Århus och Köpenhamn och han medverkade i Kunstnernes Efteraarsudstilling samt utställningen Malerier fra Berættelsen som visades på Kleis Kunsthandel i Köpenhamn. Under sin Paristid medverkade han i Salon d´Automne 1933 och Salon des Tuileries 1934 och 1935. Han bosatte sig 1947 i Sverige och ställde här ut separat på bland annat Galerie Moderne ett flertal gånger och på Galleri S i Stockholm samt SDS-hallen i Malmö.